# Экс-ан-Прованс (футбольный клуб)
«Экс-ан-Прова́нс» — французский футбольный клуб из одноимённого города. В настоящее время[какое?] выступает в одной из[какой?] низших любительских лиг Франции. Клуб был основан в 1941 году, профессиональный статус имел в период с 1953 по 1972 годы. Домашние матчи проводит на арене «Жорж-Каркассонн», вмещающей 3700 зрителей. В сезоне 1967/68 «Экс-ан-Прованс» единственный раз в своей истории выступал в высшем дивизионе чемпионата Франции, но занял в турнире последнее место.